# Les Souhesmes-Rampont
Les Souhesmes-Rampont é uma comuna francesa na região administrativa de Grande Leste, no departamento de Meuse. Estende-se por uma área de 21,8 km². Em 2010 a comuna tinha 338 habitantes (densidade: 15,5 hab./km²).